# Catania Open 1971
Il Catania Open 1971 è stato un torneo di tennis giocato sulla terra rossa. È stata la 13ª edizione del Catania Open, che fanno parte del Pepsi-Cola Grand Prix 1971 e dei Tornei di tennis femminili indipendenti nel 1971. Si è giocato a Catania in Italia dal 19 al 26 aprile 1971.

## Campioni

### Singolare maschile
Jan Kodeš ha battuto in finale  Georges Goven con il punteggio di 6–3 6–0 6–2

### Doppio
Pierre Barthes /  François Jauffret hanno battuto in finale   Jan Kodeš /  Jan Kukal con il punteggio di 6–4, 3–6, 6–3

### Singolare femminile
Virginia Wade ha battuto in finale  Gail Sherriff Chanfreau Lovera con il punteggio di 1–6 7–6 6–2

### Doppio femminile
Gail Sherriff Chanfreau Lovera /  Helga Schultze-Hösl hanno battuto in finale  Pam Teeguarden /  Virginia Wade con il punteggio di 6–4 6–4